# Jordanoleiopus multinigromaculatus
Jordanoleiopus multinigromaculatus är en skalbaggsart som beskrevs av Stefan von Breuning 1977. Jordanoleiopus multinigromaculatus ingår i släktet Jordanoleiopus och familjen långhorningar. Inga underarter finns listade i Catalogue of Life.